# Eryngium ghiesbreghtii
Eryngium ghiesbreghtii är en flockblommig växtart som beskrevs av Joseph Decaisne. Eryngium ghiesbreghtii ingår i släktet martornar, och familjen flockblommiga växter. Inga underarter finns listade i Catalogue of Life.